# 村上リコ
村上 リコ（むらかみ リコ）は、ライター、翻訳家。女性。千葉県生まれ。東京近郊在住。東京外国語大学卒業。

## 人物
1996年編集プロダクション株式会社キャラメル・ママ入社。2003年2月退社、フリーライターとなる。漫画雑誌の情報記事に携わり、後にはコミックの副読本、公式ファンブックを執筆。代表作に『エマ ヴィクトリアンガイド』。
コンシューマ向けゲームにおける、恋愛シミュレーションゲームのサブシナリオ作成も数多く行っている。セールスポイントは迅速丁寧・調べもの大好き。
アニメ『英國戀物語エマ』や『黒執事』では、英国文化アドバイザー（時代考証）を務める。
漫画『黒執事』においても14巻以降、寄宿舎等のアドバイザーを務めている。
和月伸宏の漫画『エンバーミング』において、連載時の本編の後に掲載されている黒碕薫（黒崎薫）が執筆する「エンバーミング博物誌」というコラムの監修を務める。このコラムは、単行本にも収録されている。

## 著書
- エマ ヴィクトリアンガイド（森薫との共著）（2003年11月25日、エンターブレイン）ISBN 978-4-7577-1643-8
- エマ アニメーションガイド1（森薫との共著）（2005年10月24日、エンターブレイン）ISBN 978-4-7577-2446-4
- エマ アニメーションガイド2（森薫との共著）（2006年1月30日、エンターブレイン）ISBN 978-4-7577-2597-3
- エマ アニメーションガイド3（森薫との共著）（2006年5月25日、エンターブレイン）ISBN 978-4-7577-2788-5
- 図説 英国メイドの日常（2011年4月20日、河出書房新社）ISBN 978-4-3097-6164-0
- 図説 英国メイドの日常 新装版（2018年5月11日、河出書房新社）ISBN 978-4-309-76271-5
  - 図説 英国メイドの日常 増補版（2023年1月26日、河出書房新社）ISBN 978-4-3097-6322-4
- 図説 英国執事 貴族をささえる執事の素顔（2012年6月20日、河出書房新社）ISBN 978-4-3097-6192-3
  - 図説 英国執事 新装版 貴族をささえる執事の素顔（2019年1月18日、河出書房新社）ISBN 978-4-3097-6277-7
- エドワーディアンズ 英国貴族の日々（2013年6月25日、河出書房新社）ISBN 978-4-3092-0621-9
- 図説 英国貴族の令嬢（2014年9月25日、河出書房新社）ISBN 978-4-3097-6222-7
  - 図説 英国貴族の令嬢 増補新装版（2020年12月25日、河出書房新社）ISBN 978-4-3097-6295-1
- 図説 英国社交界ガイド エチケット・ブックに見る19世紀英国レディの生活（2017年1月26日、河出書房新社）ISBN 978-4-3097-6249-4
  - 図説 英国社交界ガイド 増補版 エチケット・ブックに見る19世紀英国レディの生活（2024年5月28日、河出書房新社）ISBN 978-4-3097-6332-3
- 図説 ヴィクトリア女王の生涯 王宮儀式から愛の行方まで（2018年9月26日、河出書房新社）ISBN 978-4-3097-6274-6
- 『たくさんのふしぎ』2023年11月号 ロンドンに建ったガラスの宮殿 最初の万国博覧会（イラスト：THORES 柴本）（2023年10月3日、福音館書店）JAN 4910159231131

その他
- 英国メイド マーガレットの回想（著：マーガレット・パウエル、翻訳：村上リコ）（2011年12月22日、河出書房新社）ISBN 978-4-3092-0582-3
- 図説 メイドと執事の文化誌（著：シャーン・エヴァンズ、翻訳：村上リコ）（2012年9月24日、原書房）ISBN 978-4-5620-4855-7
- ヴィクトリア時代の室内装飾 女性たちのユートピア[注 1]（著：川端有子、村上リコ、吉村典子 編：LIXILギャラリー企画委員会、住友和子編集室、村松寿満子）（2013年8月30日、LIXIL出版 LIXIL BOOKLET）ISBN 978-4-8648-0506-3
- ヴィクトリア時代の衣装と暮らし（編集：石井理恵子、村上リコ）（2015年9月9日、新紀元社）ISBN 978-4-7753-1344-2
- 図説 イングランドのお屋敷 〜カントリー・ハウス〜（著：トレヴァー・ヨーク〈Trevor Yorke〉、翻訳：村上リコ）（2015年10月20日、マール社）ISBN 978-4-8373-0905-5
- 図説 英国のインテリア史（著：トレヴァー・ヨーク〈Trevor Yorke〉、翻訳：村上リコ）（2016年2月20日、マール社）ISBN 978-4-8373-0907-9
- 〈公式〉ダウントン・アビー クッキングレシピ（著：アニー・グレイ、翻訳：上川典子、監修：村上リコ）（2020年6月30日、ホビージャパン）ISBN 978-4-7986-2225-5
- 〈公式〉ダウントン・アビー アフタヌーンティーレシピ（翻訳：上川典子、監修：村上リコ、序文：ギャレス・ニーム）（2021年2月4日、ホビージャパン）ISBN 978-4-7986-2366-5
- ナイチンゲールが生きたヴィクトリア朝という時代〈ナイチンゲールの越境4 時代〉（著：中島俊郎、福田智弘、滝内隆子、鈴木清史、村上リコ、野澤督、喜多悦子、出島有紀子、岡山寧子、髙橋裕子）（2021年8月5日、日本看護協会出版会）ISBN 978-4-8180-2350-5
- ミセス・クロウコムに学ぶ ヴィクトリア朝クッキング 男爵家料理人のレシピ帳（著：アニー・グレイ、アンドリュー・ハン、翻訳：村上リコ）（2021年8月20日、ホビージャパン）ISBN 978-4-7986-2563-8
- ダウントン・アビーのコスチューム（著：エマ・マリオット、翻訳：村上リコ）（2024年8月23日、ホビージャパン）ISBN 978-4-7986-3495-1

## 脚本
- 黒執事（第16話「その執事、孤城」）
- 黒執事II（第2話「単執事」OVA「シエル・イン・ワンダーランド(前･後編)」）